# Leela (Doctor Who)
Pour les articles homonymes, voir Leela (homonymie).
Leela est un personnage de fiction joué par Louise Jameson dans la série Doctor Who. Elle est l'un des compagnons du 4° Docteur incarné par Tom Baker et est apparu régulièrement dans la série de 1977 à 1978. Créé par le scénariste Chris Boucher, le personnage est inspiré par la terroriste palestinienne Leila Khaled. Leela apparaît dans 9 sérials et 40 épisodes.  

## Le personnage dans l'univers deDoctor Who
Apparaissant pour la première fois en 1977 dans l'épisode The Face of Evil Leela est une guerrière humaine qui fait partie d'une tribu nommée les "Sevateem." Ceux-ci habitent sur une planète éloignée dans un lointain futur. En réalité, les Sevateems sont les descendants d'une équipe de secours ("save team" en anglais) d'une mission spatiale qui s'est écrasée il y a bien longtemps. Au cours d'une visite sur la planète, le Docteur s'aperçoit qu'il est involontairement responsable de leur situation et Leela l'assiste. À la fin de l'épisode, celle-ci se précipite dans le TARDIS, provoquant son départ avec elle et le Docteur à l'intérieur.
Malgré son apparence primitive, Leela est très intelligente et apprend facilement des concepts avancés pour les reformuler selon ses propres termes. En dépit des tentatives du Docteur pour la "civiliser" Leela, celle-ci a un tempérament assez fort pour continuer à vivre de façon sauvage. Elle est habituellement habillée de peaux d'animaux, armée d'un couteau ou de fléchettes empoisonnées dont elle n'hésite pas à se servir dès qu'elle se sent en danger, contre la volonté du Docteur. Leela est aussi capable de détecter facilement le danger. 
Lors de ses aventures avec le Docteur, Leela fera face à des menaces aussi diverses que des robots tueurs, un prestigitateur meurtrier, un Rutan, et la tentative d'invasion de la planète natale du Docteur, Gallifrey par des Sontariens. À la fin de l'épisode The Invasion of Time elle tombe amoureuse d'Andred, un homme de Gallifrey et décide de rester avec lui et la première version de K-9. 
Il ne sera fait mention d'elle qu'une autre fois dans la série dans l'épisode Arc of Infinity lorsque le Docteur demande de ses nouvelles et apprend qu'elle est dorénavant en sécurité et heureuse. Néanmoins, son personnage fera une réapparition dans l'épisode spécial Dimensions in Time pour célébrer les 30 ans de la série. Son personnage revient de nombreuses fois dans les romans et épisodes audiophoniques dérivés de la série. Dans un roman de Marc Platt, Lungbarrow, on apprend qu'elle est enceinte d'Andred et mère du premier enfant conçu naturellement de Gallifrey.

## Évolution du personnage

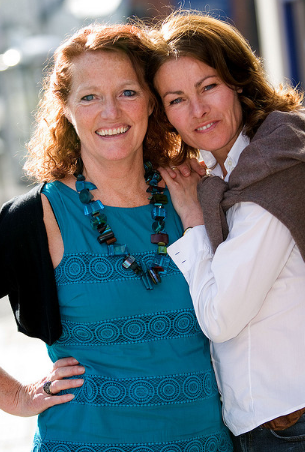
Louise Jameson (à gauche) incarne le personnage.

### Création
Lorsqu'il est arrivé dans la série, le personnage de Leela devait être tout autre. À la recherche d'un personnage pour remplacer Sarah Jane Smith, le producteur Philip Hinchcliffe et le script éditor Robert Holmes souhaitait un personnage issue du XIXe siècle qui rappelle le personnage d'Eliza Doolittle dans la pièce Pygmalion. Il fallait un personnage qui soit sauvage et que le Docteur éduquerait. Or, en créant un personnage de compagnon temporaire pour l'épisode The Face of Evil Chris Boucher inventa le personnage de Leela qui correspondait à ce rôle. 
Boucher voyait en Leela un mélange entre Emma Peel de Chapeau melon et bottes de cuir et Leila Khaled,. Deux fins furent écrites à l'épisode, une où Leela restait sur sa planète et une autre dans laquelle elle partait avec le Docteur. Il fut décidé progressivement de garder le personnage. À l'époque, la tenue très courte du personnage en fit un compagnon très populaire auprès des "papas" qui regardaient la série avec leurs enfants. 

### Casting
Selon ce qui est raconté dans les bonus de la version DVD de The Face of Evil, Louise Jameson avait 26 ans lorsqu'elle auditionna pour le rôle et n'était qu'une actrice débutante. L'audition eu lieu entre le 10 et le 25 août 1976. Le premier choix du producteur Philip Hinchcliffe fut Emily Richard mais elle n'était pas disponible à l'époque. Comme Tom Baker n'était pas disponible lors de son audition, c'est le réalisateur Pennant Roberts qui lui donnera la réplique. Elle sera retenue officiellement le 26 août. 
Les yeux de Louise Jameson étant bleu, elle dû dans un premier temps porter des Lentilles de contact afin de la avoir marron, une caractéristique qui "allait mieux" avec son personnage. Néanmoins, les lentilles limitait sérieusement sa vision et le successeur d'Hinchcliffe, Graham Williams lui promis de faire quelque chose. C'est ainsi qu'à la fin de l'épisode de 1977, Horror of Fang Rock Leela est aveuglé par une explosion qui affectera la pigmentation de ses yeux, les rendant bleus. 

### Fin du personnage
Tom Baker détestait le personnage de Leela qu'il trouvait bien trop violent pour la série. Louise Jameson raconte qu'il était froid avec elle durant les premiers épisodes qu'ils tournèrent ensemble, pensant qu'elle n'allait pas rester longtemps dans la série. Durant le tournage de Horror of Fang Rock elle insistera pour qu'il puisse refaire plusieurs fois sa scène, une chose qui augmentera son respect pour elle et améliorera leur relation de travail. Louise Jameson souffrira d'une mononucléose infectieuse durant le tournage de la série.
Graham Williams fit partir le personnage à contrecœur et proposa même à Louise Jameson de réécrire la fin de The Invasion of Time pour qu'elle puisse rester, mais celle-ci était déjà occupée par le théâtre. Il lui fut même offert de revenir pour une saison entière lorsque Peter Davison pris le rôle afin de faciliter la transition, mais elle déclina l'invitation, affirmant ne vouloir revenir que le temps d'un épisode, chose qui ne se fit pas.